# Günzel Graf von der Schulenburg-Wolfsburg
Günzel Gerhard Alvo Werner Justus Adolf Ferdinand Reichsgraf von der Schulenburg-Wolfsburg (* 13. Februar 1934 auf Schloss Wolfsburg; † 25. Juli 2018; allgemein bekannt als Günzel Graf von der Schulenburg) war ein deutscher Land- und Forstwirt, Unternehmer sowie Pferdesportler und Sportfunktionär.

## Familie

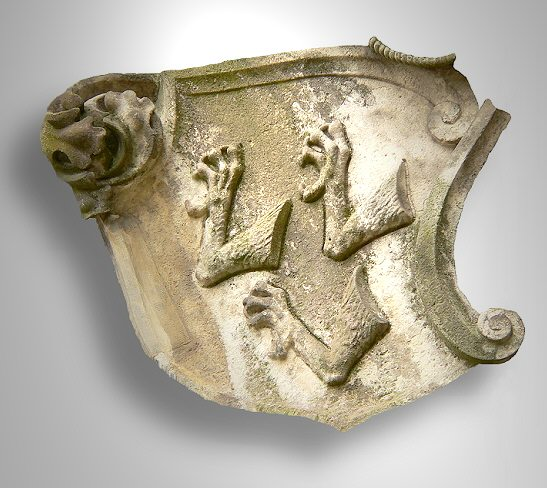
Familienwappen an Schloss Wolfsburg

Günzel Reichsgraf von der Schulenburg-Wolfsburg gehörte dem Adelsgeschlecht Schulenburg an. Er wurde auf dem Familiensitz Schloss Wolfsburg geboren und war eines von vier Kindern von Günther Werner Busso Graf von der Schulenburg (* 15. April 1891; † 12. März 1985) und Ursula geb. Freiin von Dincklage (* 27. Juli 1905; † 1. Dezember 1951), die im Jahre 1928 heirateten. Seine Geschwister waren Ina (* 1929, verheiratete Freifrau von Schorlemer-Lieser), Werner (1930–1962) und Rudolf (* 1937). Er war seit dem 4. September 1964 verheiratet mit Alixandrine Reichsgräfin von der Schulenburg-Wolfsburg (* 19. September 1934 in Breslau; † 13. Juli 2015 in Wolfsburg), einer geborenen Gräfin Maltzan, Freiin zu Wartenberg und Penzlin. Aus der Ehe gingen drei Kinder hervor: Günther (* 1965), Clemens (* 1967) und Friedrich (* 1969).

## Leben

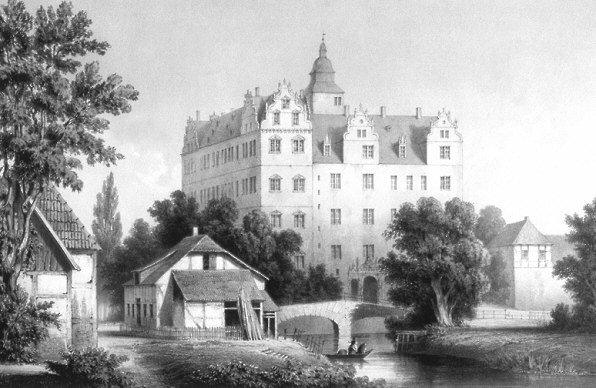
Schloss Wolfsburg, sein Geburtsort

Günzel Graf von der Schulenburg-Wolfsburg wurde am 13. Februar 1934 auf Schloss Wolfsburg geboren, seine Eltern mussten jedoch mit ihm bereits im November 1942 in das neuerbaute Schloss Neumühle umziehen, da der zum Schloss Wolfsburg gehörende Grundbesitz für den Bau des Volkswagenwerkes und der dazugehörigen Stadt des KdF-Wagens (1945 in Wolfsburg umbenannt) benötigt wurde. Dort besuchte er die Volksschule in Tangeln, zeitweise wurde er auch von einem Hauslehrer unterrichtet.
1945 floh seine Familie mit ihm in die Britische Besatzungszone und ließ sich auf dem Rittergut Nordsteimke nieder, da das Schloss Neumühle der Sowjetischen Besatzungszone zugeordnet und entschädignugslos enteignet wurde. Bereits 1951 verstarb seine Mutter im Alter von 46 Jahren in Wolfsburg an den Folgen eines Verkehrsunfalls.
Sein Abitur legte er auf der Wolfsburger Oberschule, dem heutigen Ratsgymnasium, ab. Günzel Graf von der Schulenburg-Wolfsburg durchlief eine zweijährige landwirtschaftliche Lehre und studierte anschließend Landwirtschaft an der Rheinischen Friedrich-Wilhelms-Universität Bonn und an der Universität für Bodenkultur Wien und schloss 1959 sein Studium als Diplomlandwirt ab. Anschließend studierte er Wirtschaftswissenschaften in Freiburg im Breisgau. 1963 wurde er an der Rheinischen Friedrich-Wilhelms-Universität Bonn über die Wirtschafts- und Sozialstruktur ländlicher Gemeinden in der Umgebung des Volkswagenwerkes an der Landwirtschaftlichen Fakultät promoviert.
1962 starb sein älterer Bruder, Werner Graf von der Schulenburg, an den Folgen eines Autounfalls, und Günzel Graf von der Schulenburg-Wolfsburg zog anschließend nach Nordsteimke und trat in die Schulenburg’sche Güterverwaltung ein. Am 1. Juli 1969 übernahm er die Gesamtleitung der Güter und Forsten von seinem Vater. Diesen land- und forstwirtschaftlichen Familienbesitz verwaltete er vom Rittergut Nordsteimke nahe Wolfsburg, das seit dem Erwerb durch Werner Graf von der Schulenburg-Wolfsburg im Jahre 1846 im Familienbesitz war, aus. Die Forstverwaltung bewirtschaftet insgesamt 5300 Hektar Forstfläche in der Region Wolfsburg, der Altmark, der Colbitz-Letzlinger Heide sowie im Fläming (Brandenburg). Von Nordsteimke aus erzeugt der landwirtschaftliche Betrieb im Stadtgebiet und im benachbarten Landkreis Helmstedt auf rund 600 Hektar Fläche Ackerfrüchte wie Getreide, Raps und Zuckerrüben. Des Weiteren werden Immobilien, wie das zur Lüneburger Ritterschaft zählende Gut Bisdorf, verwaltet. 1998 übergab er seinem ältesten Sohn, Günther Graf von der Schulenburg, die Leitung der Geschäfte. Er war weiterhin als Unternehmer in der Dental- und Umwelttechnik tätig.
Als Pferdesportler engagierte er sich in seiner Jugend als Reiter in Dressur-, Spring- und Vielseitigkeitsprüfungen. Anlässlich seines 50. Geburtstags im Jahre 1984 erwarb er eine Kutsche und entdeckte den Fahrsport für sich. Er engagierte sich für den Fahrsport der Zweispänner bis zur Klasse S. Im Tandem- und Randomfahren konnte er das Hamburger Tandem-Derby gewinnen.
Von 1994 bis 2014 hatte er den Vorsitz der Fachgruppe Fahren im Deutschen Reiter- und Fahrer-Verband (DRFV) inne. Von 1997 bis 2002 war er zudem Vorsitzender des Fahrausschusses des Deutschen Olympiade-Komitee für Reiterei (DOKR) und verantwortlich für die Weltmeisterschaften der Vierspänner 2000 in Wolfsburg. Er war Initiator der Internationalen Turniere für traditionelle Anspannungen (CIAT) in Celle.
Von 1972 bis 1977 gehörte er dem Rat der Stadt Wolfsburg an. Er unterstützte eine Vielzahl von Einrichtungen und Vereinen, unter anderem war er Patron der Nordsteimker St.-Nicolai-Kirche, Gründungsmitglied der Mittelstandsvereinigung des CDU-Kreisverbandes und Schirmherr der evangelischen Pastor-Bammel-Stiftung seit ihrer Gründung im Jahre 2003.
Er starb am 25. Juli 2018 nach schwerer Krankheit und wurde am 10. August 2018 im Beisein von rund 700 Trauergästen auf dem Familienfriedhof in Wolfsburg-Nordsteimke beigesetzt.

## Schriften
- Die Wirtschafts- und Sozialstruktur ländlicher Gemeinden in der Umgebung des Volkswagenwerkes, 1964 (Dissertation, Universität Bonn)